# Cantone di Annecy-1
Il Cantone di Annecy-1 è una divisione amministrativa dell'arrondissement di Annecy.
È stato costituito a seguito della riforma approvata con decreto del 13 febbraio 2014, che ha avuto attuazione dopo le elezioni dipartimentali del 2015.

## Composizione
Comprende parte della città di Annecy e i 9 comuni di:
- La Balme-de-Sillingy
- Choisy
- Lovagny
- Mésigny
- Meythet
- Nonglard
- Poisy
- Sallenôves
- Sillingy